# Miss Jackie of the Army
Miss Jackie of the Army è un film muto del 1917 diretto da Lloyd Ingraham. La sceneggiatura di Chester B. Clapp si basa su Doing Her Bit, soggetto cinematografico di Beatrice Van e William Parker. Jackie, la protagonista della storia, fu interpretata da Margarita Fischer che ne già aveva rivestito i panni in Miss Jackie of the Navy, film del 1916 diretto Harry Pollard. Gli altri interpreti del film, prodotto dalla American Film Company, erano Jack Mower, L.C. Shumway, Hal Clements.

## Trama

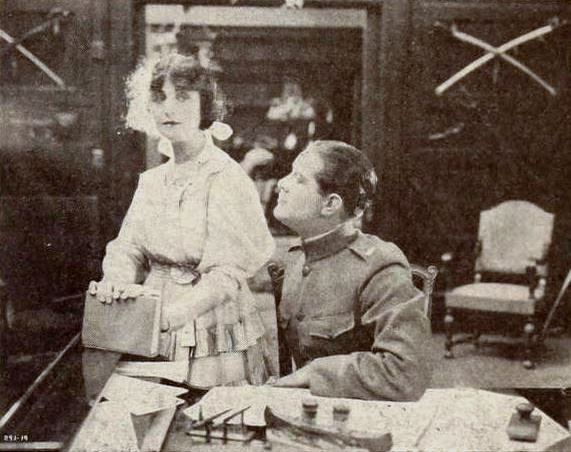
Margarita Fischer e Jack Mower

Stufa dei lavori "femminili" cui sono preposte le ragazze di famiglie di militari, Jackie molla il lavoro a maglia e organizza una brigata femminile con grande costernazione di suo padre. Costretta a sciogliere le sue truppe, Jackie non si dà per vinta e decide di scappare per andare a fare la crocerossina. Ma quando vede un tipo dall'aria sospetta, si mette a seguirlo, credendo che quello sia il suo innamorato, il tenente Adair. Scopre invece che si tratta del tenente Wilbur, una spia al soldo del nemico. Adair viene preso prigioniero dagli spioni e Jackie dà l'allarme, mettendo in subbuglio tutto l'accampamento. Alla testa di una squadra di salvataggio, cattura le spie, sventando così il loro piano di far saltare per aria un treno pieno di truppe militari.

## Produzione
Il film, prodotto dalla American Film Company, venne girato con il titolo di lavorazione A Daughter of Joan.

## Distribuzione
Distribuito dalla Mutual Star Productions, il film uscì nelle sale statunitensi il 10 dicembre 1917. In Danimarca, fu distribuito il 5 aprile 1920 con il titolo Miss Jackie fra hæren; in Francia con quello di Jackie à l'armée.
Non si conoscono copie ancora esistenti della pellicola che viene considerata presumibilmente perduta.